# سن کارلوس پارک (فلوریدا)
سن کارلوس پارک (به انگلیسی: San Carlos Park) یک منطقهٔ مسکونی در ایالات متحده آمریکا است که در شهرستان لی، فلوریدا واقع شده‌است. سن کارلوس پارک ۱۳٫۱ کیلومتر مربع مساحت و ۱۶٬۳۱۷ نفر جمعیت دارد و ۵ متر بالاتر از سطح دریا واقع شده‌است.